# Georg-Schmitt-Platz

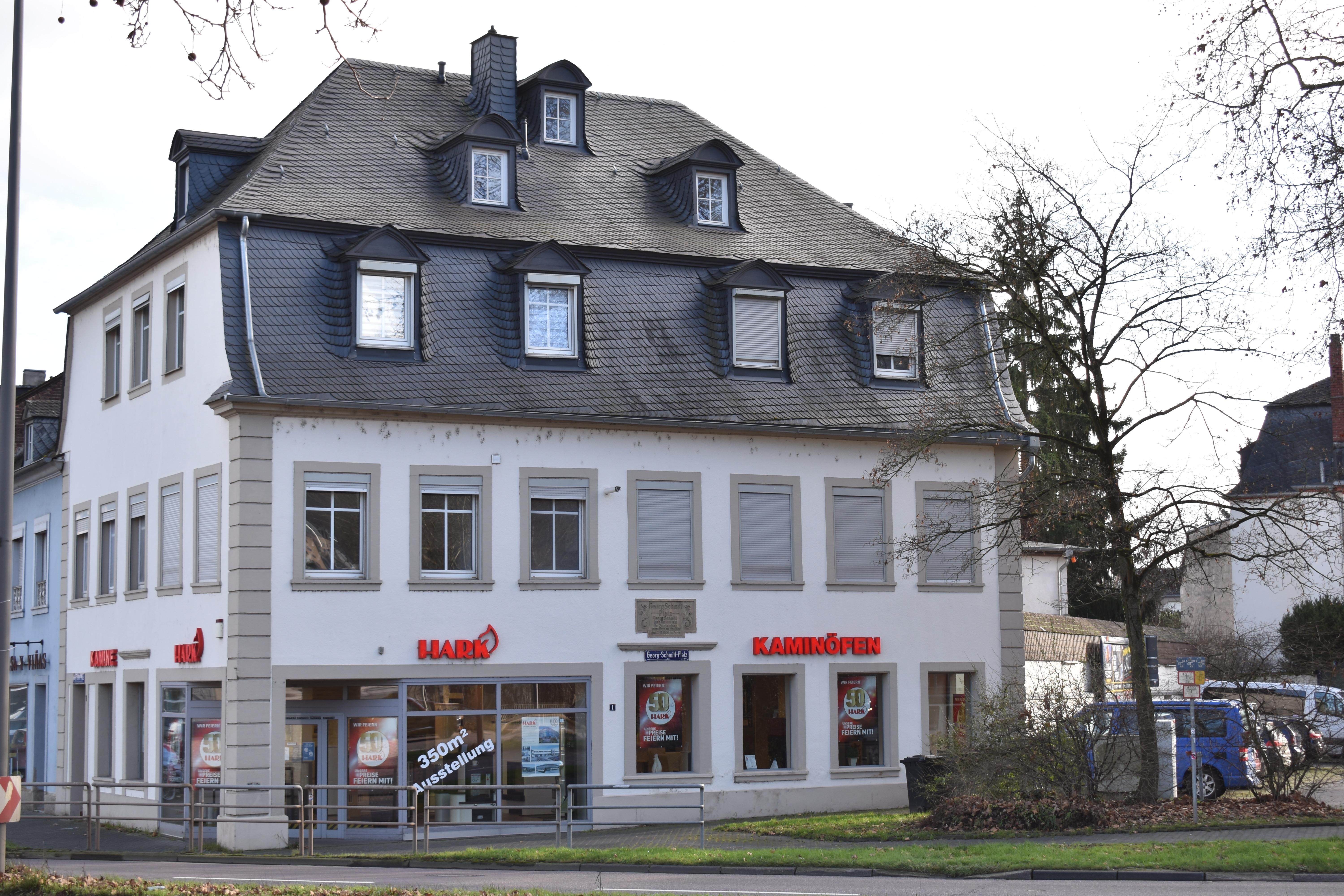
Gebäude Georg-Schmitt-Platz 1

Der Georg-Schmitt-Platz (bis etwa 1954/55: Georg-Schmittplatz) ist ein Platz in Trier im Stadtteil Mitte. Er liegt unmittelbar östlich der Kaiser-Wilhelm-Brücke. In ihn münden Ascoli-Piceno-Straße (bis 2002 Neue Zurmaiener Straße), Lindenstraße, Merianstraße (bis 1969 Martinstraße) und Ausoniusstraße.
Namensgeber ist der Trierer Komponist Georg Schmitt, dessen Geburtshaus am nahe gelegenen Zurlaubener Ufer steht. Nach ihm benannt wurde der Platz zwischen 1919 und Anfang 1921: Das Adreßbuch der Stadt Trier 1919/20 führt den Platz noch nicht auf, wohl aber das zum 1. Juni 1921 abgeschlossene Einwohnerbuch der Stadt Trier 1921/22. Im
Neuen Trierischen Jahrbuch 2021 heißt es, dass die Benennung des Platzes eine „kurze Zeit“ vor dem 21. Juni 1921 geschehen sei. An diesem Tag fanden anlässlich des 100. Geburtstags von Georg Schmitt ein großer Festumzug durch die Stadt und ein Festakt auf dem Georg-Schmitt-Platz statt. Den Anstoß zur Platzbenennung habe eine Initiative des Vereins Trierisch gegeben.
Obwohl das Areal mehrere Gebäude umsäumen, haben heute (2021) nur zwei von ihnen die Adresse „Georg-Schmitt-Platz“ (Nr. 1 bzw. Nr. 2): Herausragend ist das Wohn- und Geschäftshaus am heutigen Georg-Schmitt-Platz 1 (um 1845: Zurlauben 42). Es wurde 1810 errichtet und erhielt 1933 Ladeneinbauten. Heute steht es unter Denkmalschutz. Bis ungefähr 1981/82 gab es in dem Gebäude eine Konditorei (Melchisedech). Später folgten kurzzeitig eine Gaststätte, ein Geschäft für Holz- und Bautenschutz, ein Lebensmitteleinzelhandel (Wedico), von 2006 bis Ende 2007 ein Stadt(teil)-Laden (Bürgerservice/Wedico), dann ein Fahrradhandel (Cyclope Bike Store) und seit 2012 ein Fachhandel für Kamin- und Kachelöfen.
Unter der Adresse Georg-Schmitt-Platz 1 befand sich in einem gesonderten Gebäude eine Tankstelle: Nach 1930, doch vor 1934 errichtet, musste ihr ein einstöckiges Wohnhaus (Martinstraße 1) aus dem 19. Jahrhundert weichen. Sie firmierte zunächst unter OLEX-Tankhaus, seit etwa 1955 unter BP-Tankstelle Ernst Schwickert. Die Tankstellengebäude wurden um 1976/77 abgerissen. Das Areal dient seitdem als öffentlicher Pkw-Parkplatz.
Unter der Adresse Georg-Schmitt-Platz 2 wurde 1973 anstelle eines Altbaus ein Wohn- und Geschäftshaus errichtet. Von Beginn an hatte darin eines der ersten Asia-Restaurants der Stadt Trier (Hongkong Haus) seinen Sitz. Das Lokal schloss um die Wende 2006/2007. In einem angebauten Flachbau befand sich unter der gleichen Adresse lange Jahre ein Lebensmitteleinzelhandel (Höllen).